# Seleção Cubana de Basquetebol Masculino
A Seleção Cubana de Basquetebol Masculino é a equipe que representa Cuba em competições internacionais. É mantida pela Federação Cubana de Basquetebol (espanhol: Federación Cubana de Baloncesto), a qual é filiada a Federação Internacional de Basquetebol desde 1937.
A grande conquista da equipe insular foi a Medalha de Bronze nos XX Jogos Olímpicos de Verão de 1972 em Munique.